# ネラ (コナハト戦士)
ネラ（古アイルランド語: Nera, 現代アイルランド語: Neara）は、アルスター伝説群に登場するコナハトの戦士の名。アイルランド神話の伝説の人物で、『ネラの異界行』（アイルランド語: Echtra Nerai; 英語: The Adventures of Nera)の主人公。

## 『ネラの異界行』
この短編はクアルンゲの牛捕りの前話になっている。レカン黄書では、同じ物語が『アンゲン/アンゲニエの牛追い』(?) (アイルランド語: Táin Bé Aingen)の題名で知られる。(* 原題は直訳すると『アンゲンの妻(Bé)追い』だが、『アンゲンの牛(Bó)追い』と訂正するべきだとオカリーやルドルフ・トゥルナイゼンはしている )

### あらまし
サウィン祭の夜の肝だめし
コナハトのアリル王とメドヴ女王が、クルアハン (Cruachan) の城砦で、仕える一同の者を集めて饗応していたある サウィン祭 (ハロウィーン)の夜のこと。アリル王は、次のような肝試しを提案した：つい先日、絞首刑にした囚人が二人ぶらさがっているが、もしいずれかの足に柳ひご/輪っか(* アイルランド語: id "a hoop-shaped object, a withe")をひっかけてきたら、褒美をとらす、と。皆がおじけづいて帰ってくる中、ネラは鎧を着込んで目的を果たす。すると縊死したはずの囚人(の死霊)がネラに話しかけ、首根っこに俺を担いで水を飲ませろ、とせがむ。最初の家は火の湖があって駄目だと言い、二軒目は水湖があるが、家内に桶などが置いてないと言う。ようやく三軒目に都合よく洗い桶や風呂盥や汚わい桶が置いてあり、死霊はそれらで水を存分に飲むと、最後の一啜りを寝ている家族に吐きかけたので、一家は死んでしまった（このことから、就寝後に桶類を出しっぱなしにしておくと災いを招くと言い伝えられる）。
ネラ、異界(妖精郷)へ行く
この後、ネラはクルアハンに帰参すると、城砦から火が出ており、中から見知らぬ戦士たちが出てきて、仲間の首が累々と転がっていた。その襲撃した戦士たちは、クルアハンの妖精丘（シー）(sid Cruachan)の中に入っていくので、ネラはその後をつけた。襲撃隊の最後の者が「誰かつけているぞ」と言うと、次の者が「行列が重くなったぞ！」と言い、同じ言葉を最前列の者までが繰り返すのが聞こえた。(つまり生身の人間が加わったので妖精郷の者たちに重く感じたのだ。)
ネラは、妖精郷の王（ブリウン?）に謁見し、一人の女性をあてがわれ、砦に毎日、薪柴を届けることを条件に、こちらの世界に住みつくことを許される。しかし、その妻となる女性と話をしていると、故郷のクルアハンの砦はまだ実際は破壊されてはいない、しかし、仲間に知らせてやらないと、次のサウィン祭にそれは現実になる、と知らされる。また、こちらの世界ではもう三日が経過しているのに、元の世界では、まだネラの仲間が大釜をかこんで饗宴しているはずだ、と教わる。
ネラは、野蒜、桜草/オトギリソウ、黄金シダ/キンポウゲ(植物の種類は正確には特定できない)）の三種類の「夏の実り」を証拠に持って帰り、仲間にこのことを忠告する。アリルからは(肝試し褒美の)剣を受け取り、年末まで滞在した。（ちょうどその頃、コナハトの国には、フェルグス・マク・ロイらアルスターの亡命組がやってきていた。）アリル王は、ネラがもし向こう側に住んでいる家族やら牛群ら財産をこちらに避難させたいならば、今のうちにやっておけ、とうながした。
牛追い
ネラが妖精郷に戻ると、向こう側は一年が経っており、妻は毎日主人の代わりに薪柴を城砦に配達していた。また、妻は息子(アンゲン/アンゲニエ Aingen, Aingene)を産み落とし、その息子の誕生日に牝牛一頭を与えた、と報告した。ネラは、牛群の世話(放牧?)に出て行った。ところがネラが居眠りしている間、「大いなる女王」神モリーガンが、息子の牝牛を盗み出し、東方(アルスター)へ連れ出して、かのドン・クアルンゲと、夫婦牛として番わせたのだ。このとき牝牛を連れて帰ろうとしたモリーガンは、ミュルヘヴネを通るとき、その領主である英雄クーフリンに待ったをかけられる。（これが『レガヴナの牛捕り』(?)(Táin bó Regamna)に語られるエピソードだということがのちのくだりで示唆されている）。
ネラは妻から、サウィン祭になれば妖精郷への入り口が開かれるから、そのときを狙って襲撃して妖精郷を破壊せねばだめだと教わり、再び仲間の元に戻った。次のサウィン祭が間近になると、アリル王は襲撃の準備を始め、今のうちに家族と牛群を連れ出してまいれ、と以前と同じことをネラに忠告した。ネラが連れ出した牛群には、アンゲンの牝牛が出産したドン・クアルンゲの血統の仔牛が混じっていた。その牡の仔牛は、コナハトの名牛フィンヴェナハ「白角」と遭遇するや、角突き合わせて喧嘩を始めた。一昼夜立って、仔牛はついに負かされ、悔しい鳴き声を発した。
これを聞いたメドヴ女王は、お抱えの牛飼いブーアグリウ(?) (Buaigliu; 英訳: Buaigle) に、仔牛は何と言って鳴いている、と訊ねた。仔牛は、「僕の父ちゃんのドン・クアルンゲが来て戦っていたなら、フィンヴェナハなんざアイの野からいなくなっちまうさ。アイの野原じゅうどこへ行ってもコテンパンにされちゃうんだ」と言って鳴いたという。メドヴは、ならばその二頭が戦うのを、この目にする念願かなうまでは、寝食も忘れて耐え抜くぞ、と誓いを立てた。
結末
その後、コナハトの軍隊は、フェルグスら亡命組の別動隊を伴って妖精郷に行って破壊と略奪をおこない、ブリウンの王冠を持ち去った。（これは、妖精郷からエリンにもたらされた三至宝のひとつに数えられる。この他の至宝はアーマー県にあるとされるロイガレのマント(cetach Loeguiri; mantle of Loegaire)と、レンスターに置かれるというドゥーンリング(?)の上衣(enach Dunlaithe; shirt of Dunlaing)である）。ネラはその後、妖精郷側の家族のもとに留まり、出てくることはなかった。

## 資料文献
- Mackillop, James (1998), Dictionary of Celtic Mytholgy, Oxford University Press, ISBN 0192801201
- Meyer, Kuno (1889), “Echtra Nerai / The Adventures of Nera” (google), Revue Celtique 10:  212-228; RC 11 (1890), p.210 (Egerton 1782; YBL写本).